# William Russell (acteur britannique)
Pour les articles homonymes, voir William Russell.
Ne doit pas être confondu avec William Russell (acteur américain).
 (novembre 2017).
Si vous disposez d'ouvrages ou d'articles de référence ou si vous connaissez des sites web de qualité traitant du thème abordé ici, merci de compléter l'article en donnant les références utiles à sa vérifiabilité et en les liant à la section « Notes et références ».
William Russell, né le 19 novembre 1924 à Birmingham en Angleterre et mort le 3 juin 2024, est un acteur britannique. Il est principalement connu pour ses nombreux rôles à la télévision.

## Biographie

### Carrière principale
Acteur à la Royal Shakespeare Company, William Russell commence par des petits rôles à la télévision et au cinéma dans des films comme Sa dernière mission (1953, Appointment in London) de Philip Leacock, They Who Dare (1954), One Good Turn (1955), L'Homme qui n'a jamais existé (1956). En 1956, Russell se fait connaître à la télévision en incarnant le rôle-titre dans la série Le Chevalier Lancelot connue pour être l'une des premières séries anglaises à avoir été tournée en couleurs. En 1963, peu de temps il joue un petit rôle dans La Grande Évasion.
Après être resté deux ans entre 1963 et 1965 dans la série Doctor Who, William Russell retourne au théâtre et finit par intégrer le casting du soap opéra Coronation Street.
À la fin des années 1970, il retrouve un rôle de second plan dans Superman (1979) ou dans le film de Bertrand Tavernier La Mort en direct en 1980. On le voit jouer aussi dans les séries Disraeli ou Testament of Youth. Dans les années 1980, il se tourne plus facilement vers le théâtre et joue des pièces sous le nom de William Enoch.
En 1988, sa deuxième femme, la physicienne brésilienne Etheline Margareth Lewis donne naissance à Alfred Enoch, qui joue le rôle de Dean Thomas dans les films Harry Potter.
En 2006, il joue le rôle du majordome Lamscombe dans un épisode de la série Hercule Poirot Les Indiscrétions d'Hercule Poirot.

### Doctor Who

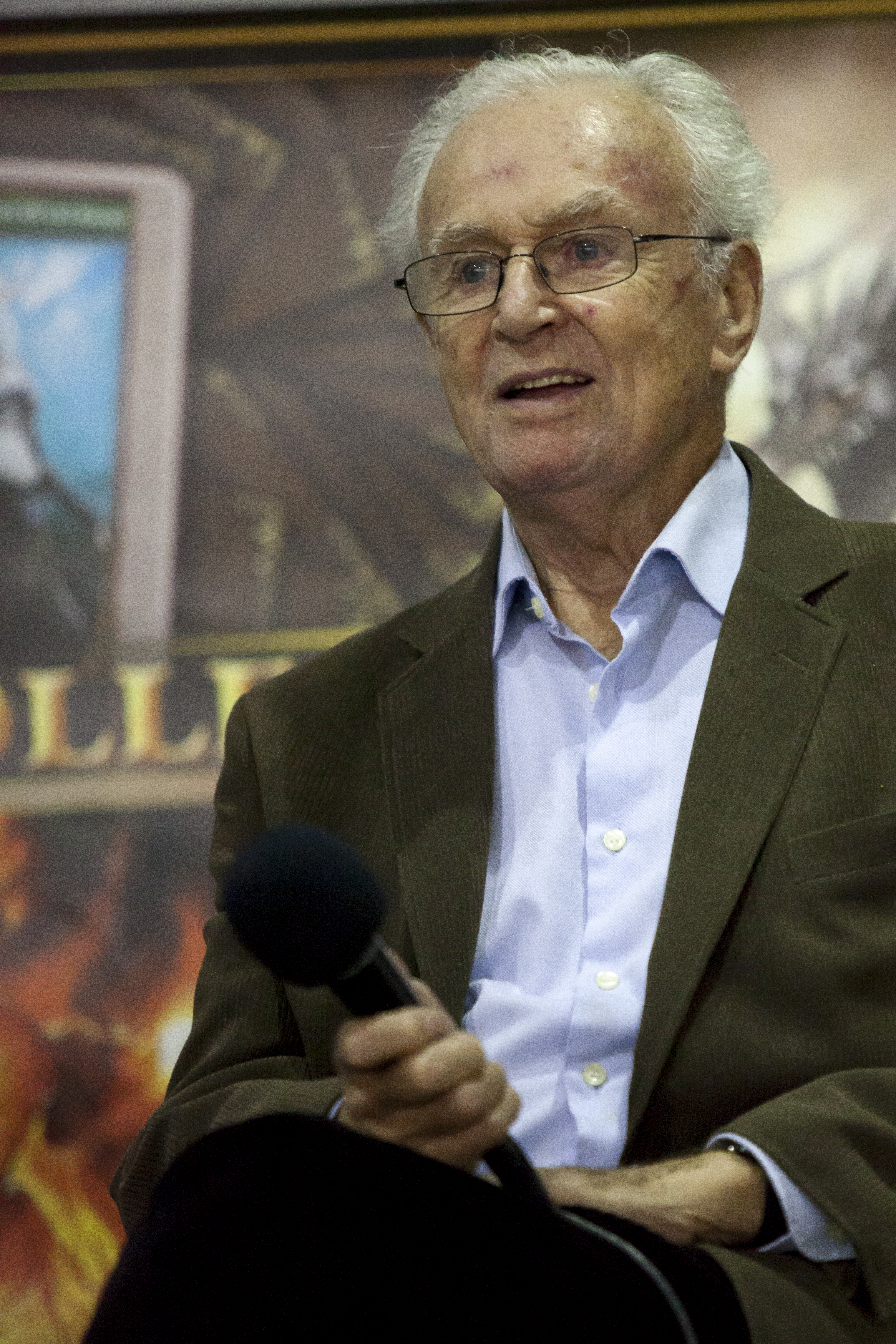
William Russell en 2012

En 1963, William Russell est engagé pour jouer dans Doctor Who le rôle du professeur de sciences Ian Chesterton, l'un des premiers compagnons du Docteur, alors joué par William Hartnell, aux côtés de Jacqueline Hill et de Carole Ann Ford. Il reste deux ans et quitte la série en même temps que Jacqueline Hill, dans l'avant dernier épisode de la saison 2, The Chase.
Néanmoins, la série étant devenue culte au Royaume-Uni au fil du temps, Russell continue son partenariat avec Doctor Who pour tourner des pièces radiophoniques adaptées de la série, des commentaires audio et des interviews dans les bonus DVD ou des apparitions dans les conventions. Dans les années 2000, sa voix est utilisée pour des adaptations audios des épisodes sur CD, et il raconte des épisodes perdus. Ainsi sur l'édition VHS de l'épisode The Crusade, il reprend son rôle de Ian Chesterton âgé, qui raconte les aventures qu'il a vécu avec le Docteur afin de faire le lien avec les épisodes retrouvés.
En octobre 2022, à l'occasion de l'épisode Le Pouvoir du Docteur célébrant le centenaire de la BBC et marquant la fin de l'ère du treizième Docteur joué par Jodie Whittaker, William Russell reprend à 97 ans le rôle de Ian Chesterton le temps d'une scène en compagnie d'ancien compagnons du Docteur de l'ère classique et moderne. C'est la première fois depuis 1965 qu'il reprend le rôle pour un tout nouvel épisode télévisé de la série sans lien avec un ancien épisode de la série classique comme ce fut le cas pour l'édition VHS de The Crusade.